# Julian Balthasar Marchlewski

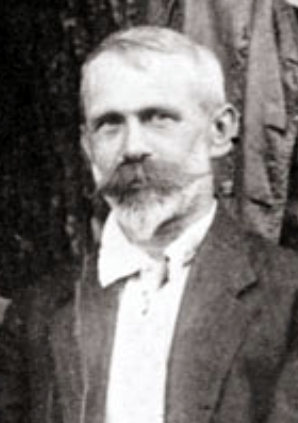
Julian Marchlewski

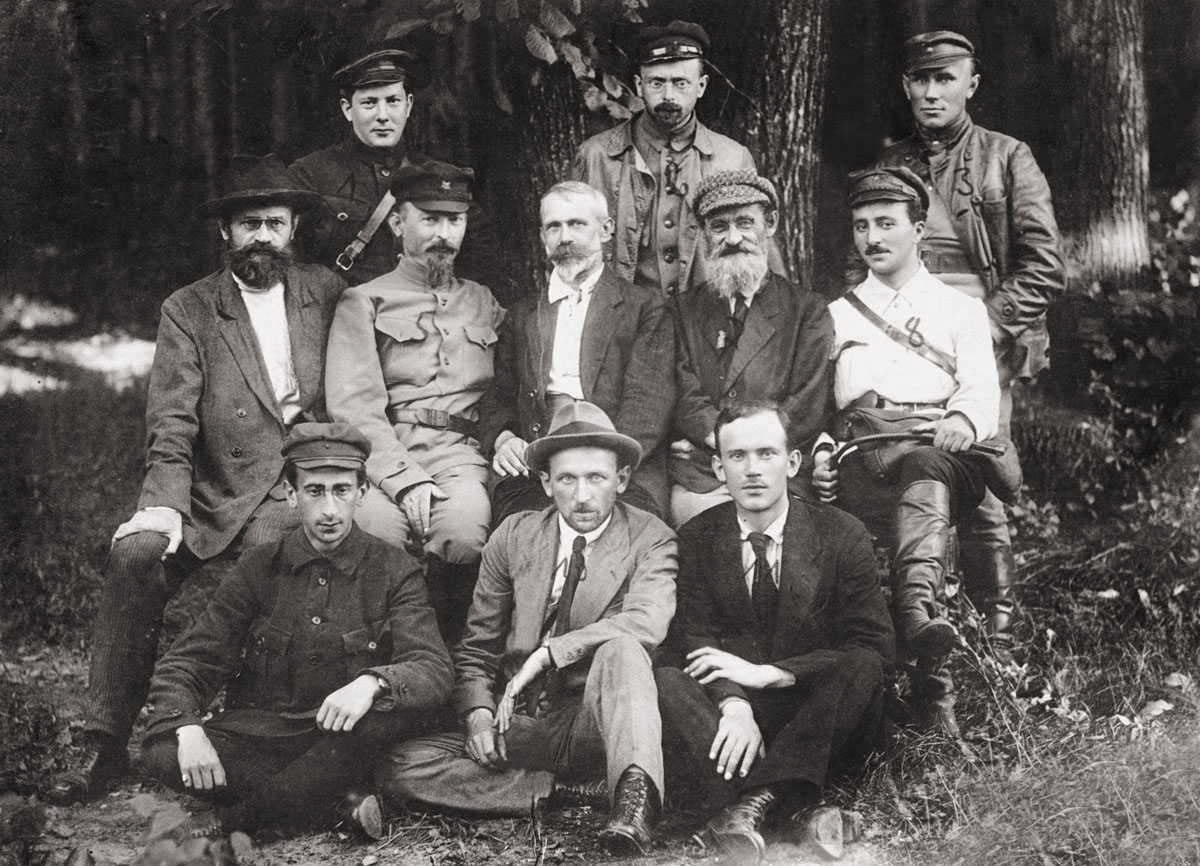
Das Provisorische Polnische Revolutionskomitee während des Polnisch-Sowjetischen Krieges 1920, mit Felix Dserschinski, Julian Marchlewski, Feliks Kon, Józef Unszlicht

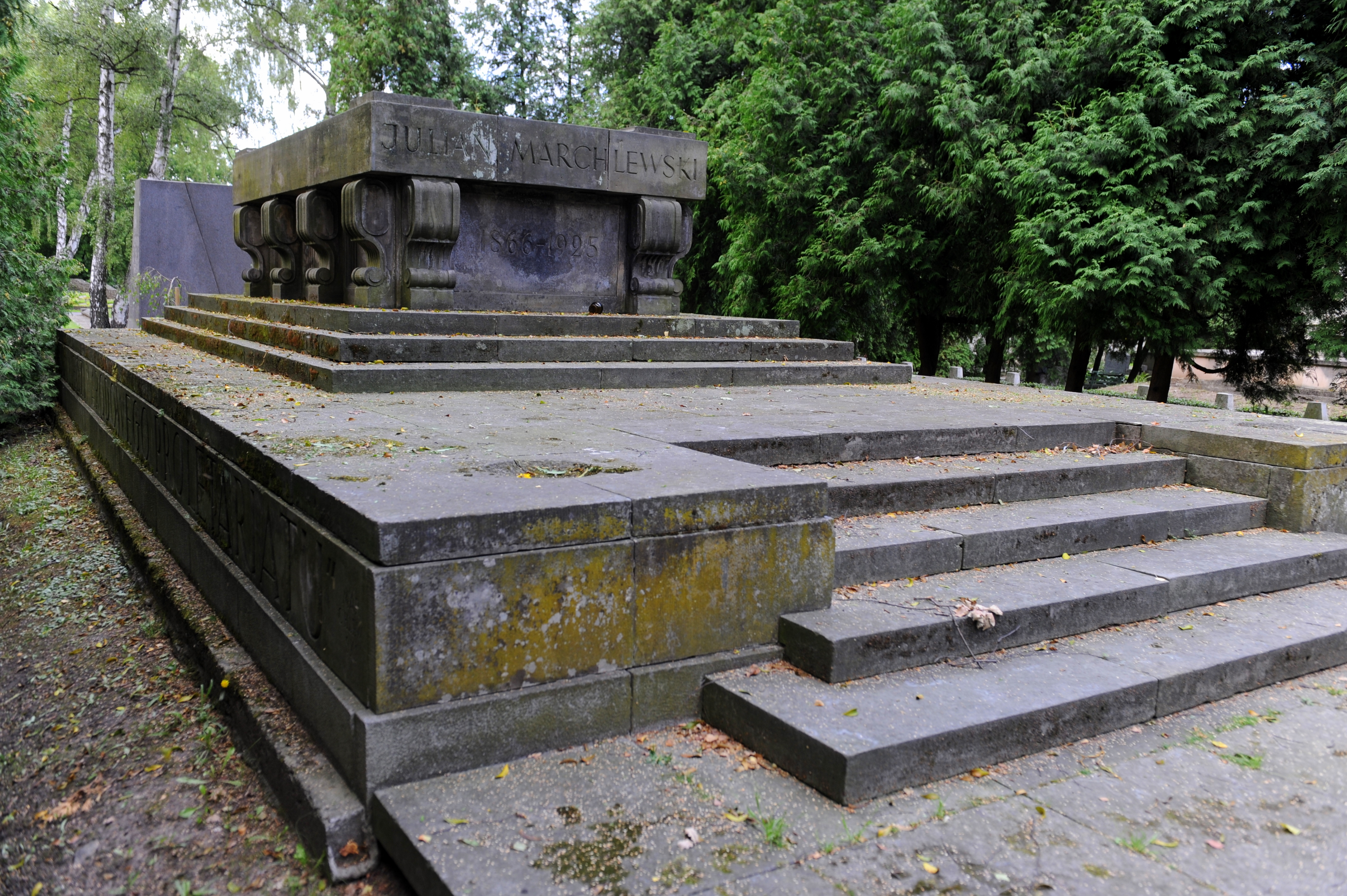
Marchlewskis Grab auf dem Militärfriedhof in Warschau

Julian Baltazar (Balthasar) Marchlewski (geboren am 17. Mai 1866 in Włocławek, Kongresspolen; gestorben am 22. März 1925 in Nervi bei Genua, Italien) war ein polnischer Politiker und Mitbegründer des Spartakusbundes. Er ist auch bekannt als Karski oder Kujawski.

## Leben
Julian Marchlewski war Sohn eines katholischen polnischen Vaters und einer evangelischen adeligen Mutter deutscher Herkunft, Augusta Rückersfeldt. Er war Färber. Von 1888 an gehörte er der sozialistischen Arbeiterbewegung an und gründete 1888/89 den Verband Polnischer Arbeiter (Związek Robotników Polskich, ZRP), 1893 war er mit Rosa Luxemburg und Leo Jogiches Gründer der Sozialdemokratie des Königreichs Polen (SDKP).
Marchlewski musste in die Schweiz fliehen und studierte dort Jura und Staatswissenschaften in Zürich bis zur Promotion. 1896 ging er nach Deutschland und beteiligte sich an der Herausgabe verschiedener sozialdemokratischer Zeitungen. An der Revolution in Russland persönlich beteiligt, wurde Marchlewski 1905 in der Festung Modlin inhaftiert. Im Jahr 1908 zog er nach Berlin. Marchlewski gehörte 1916 zu den Mitgründern des Spartakusbundes und war von 1916 an bis zu seiner Ausweisung nach Russland 1918 für seine politischen Ansichten inhaftiert. Er lebte ein Jahr in Moskau und kehrte anschließend illegal nach Deutschland zurück, wo ihn die Zentrale der Kommunistischen Partei Deutschlands kooptierte. Von 1922 bis zu seinem Tod 1925 war er Vorsitzender der Internationalen Roten Hilfe.
Marchlewski starb während eines Kuraufenthalts im italienischen Nervi. Mit Hilfe der Regierung der Sowjetunion wurde seine Asche nach Berlin gebracht und am 5. April 1925 nach seinem letzten Willen auf dem Zentralfriedhof Friedrichsfelde neben den Gräbern seiner Freunde Karl Liebknecht, Rosa Luxemburg und Franz Mehring beigesetzt. Von dort im Mai 1950 nach Polen überführt, fand Marchlewski seine letzte Ruhe auf dem Warschauer Militärfriedhof.
Seine Tochter Sonja war die zweite Ehefrau von Heinrich Vogeler. Sein jüngerer Bruder Leon Pawel Teodor Marchlewski war Chemiker.

## Werke (Auswahl)
- Der Physiokratismus in Polen. Müller, Zürich 1897. (= Zürcher volkswirtschaftliche Abhandlungen; 2). Digitalisat.
- Galizien. Reiseeindrücke und Studien. In: Die neue Zeit. Wochenschrift der deutschen Sozialdemokratie. 20.1901-1902, 2. Band (1902), Heft 24=50, S. 741–749. Digitalisat.
- J. Karski: Schutzzoll-Raubzoll Leipziger. Buchdruck AG, Leipzig 1911.
- Was ist der Bolschewismus und was haben die Bolschewiki in Russland geleistet. Kommunistische Partei, Essen (1919). Digitalisat.
- Das Rätesystem. Vortrag von J. Karski. Kommunistische Partei, Essen (1919). Digitalisat.
- Die Sozialisierung des Bergbaues. Vortrag von Karski.  Kommunistische Partei, Essen (1919). Digitalisat.
- Sowjetrussland und Polen. Reden von Kamenew, Lenin, Trotzki, Marchlewski, Sokolnikow, Radek und Martow [u.a.] in der Vereinigten Sitzung des Allrussischen Zentral-Exekutiv-Komitees des Moskauer Rates der Arbeiter- und Bauerndelegierten, der Gewerkschaftsverbände und der Betriebsräte am 5. Mai 1920. In: Russische Korrespondenz, 1920.
- Die Agrarfrage und die Weltrevolution. Seehof, Berlin 1920. Digitalisat.
- Polen und die Weltrevolution. Verlag der Kommunistischen Internationale. Carl Hoym, Hamburg 1920. Digitalisat.
- Zur Polenpolitik der preußischen Regierung. Auswahl von Artikeln aus den Jahren 1897 bis 1923. Dietz Verlag, Berlin 1957. (= Schriftenreihe Beiträge zur Geschichte u. Theorie d. Arbeiterbewegung; Heft 14).
- Imperialismus oder Sozialismus? Mit einem Nachruf von Clara Zetkin. Dietz Verlag, Berlin 1960.
- Sezession und Jugendstil. Kritiken um 1900. Verlag der Kunst, Dresden 1974. (Fundus-Reihe; 35).

## Ehrungen
- In der DDR führte das in Stallberg (Viereck) stationierte Panzerregiment PR-23 „Julian Marchlewski“ seinen Namen.
- In Ost-Berlin erhielt am 16. März 1950 die Memeler Straße den neuen Namen Marchlewskistraße.[2] Ein in Potsdam aufgestellter Gedenkstein für Marchlewski wurde nach 1990 beseitigt.
- In Moskau war die Kommunistische Universität der nationalen Minderheiten des Westens nach ihm benannt. In der Ukraine hieß die heutige Ortschaft Dowbysch von 1927 bis 1939 Marchlewsk.
- Im Berliner Stadtbezirk Lichtenberg gab es die „Polytechnische Oberschule Julian Marchlewski“.